# Tipula (Trichotipula) aplecta
Tipula (Trichotipula) aplecta is een tweevleugelige uit de familie langpootmuggen (Tipulidae). De soort komt voor in het Neotropisch gebied.